# Stefan Wójtowicz (malarz)
Stefan Wójtowicz (ur. 25 sierpnia 1913 w Bełżycach (woj. lubelskie), zm. 6 stycznia 1998 tamże) – malarz ludowy, twórca obrazów przedstawiający krajobrazy z elementami folkloru Lubelszczyzny.

## Życiorys
Stefan Wójtowicz urodził się jako syn Stanisława Wójtowicza i Antoniny (z domu Wrońskiej).  Pochodził z wielodzietnej rodziny rolniczej. Uczęszczał do Szkoły Podstawowej w Bełżycach. Wtedy powstawały jego pierwsze prace – rysunki  dla kolegów i koleżanek ze szkoły, często w pamiętnikach. Jego talent malarski zauważył nauczyciel i radził rodzicom Stefana, by kształcili syna w tym kierunku. W wieku 15 lat Wójtowicz pokazał swoje prace artyście odnawiającemu  malowidła w kościele w Bełżycach, który zaproponował mu kurs malarstwa. Niestety rodziny nie stać było na kosztowne studia w szkole artystycznej. Z tego powodu Stefan Wójtowicz został samoukiem malującym całe życie dla przyjemności. Po skończeniu szkoły podstawowej Wójtowicz ukończył kurs stolarki. Po kilku latach porzucił zawód stolarza i zajął się malowaniem wnętrz kościołów oraz domów. Poślubił Juliannę Suską. Miał pięcioro dzieci: trzy córki i dwóch synów. Brał udział w wojnie obronnej w 1939 r.

## Twórczość
Stefan Wójtowicz był malarzem, ale nigdy nie kształcił się w tym kierunku. Malowanie było dla niego przyjemnością i pasją.  Brał udział w licznych wystawach i przeglądach plastyki nieprofesjonalnej otrzymując wiele wyróżnień i nagród. Łącznie stworzył ponad 200 obrazów. 
Na swoich obrazach przedstawiał krajobrazy typowe dla Lubelszczyzny: architekturę wsi i małych miasteczek, pejzaże. W jego dorobku artystycznym można również znaleźć kilka przedstawień świętych czy ruchome szopki bożonarodzeniowe.  Zgodnie z założeniami autora, wszystko, co znajdowało się na dziełach, musiało być wiernym i dokładnym odwzorowaniem rzeczywistości z fotograficzną dokładnością. Od pierwszego szkicu do ostatnich poprawek Wójtowicz malował w plenerze. Pragnął on również uwiecznić to, co związane z zanikającym lubelskim folklorem. Większość obiektów przedstawionych na jego dziełach już nie istnieje, dlatego jego obrazy są  cennym źródłem historycznym.
Stefan Wójtowicz swoje obrazy malował głównie temperą i akwarelą w jasnych, pastelowych kolorach. Większość materiałów potrzebnych do stworzenia obrazu, jak sztalugi czy farby, wykonywał samodzielnie.